# Кызылжар (Акмолинская область)
Кызылжар (каз. Қызылжар — «красный овраг») — село в Целиноградском районе Акмолинской области Казахстана. Входит в состав сельского округа Кабанбай батыра. Код КАТО — 116665400.

## География
Село расположено на правом берегу реки Нура, в южной части района, на расстоянии примерно 34 километров (по прямой) к юго-востоку от административного центра района — села Акмол, в 5 километрах к северу от административного центра сельского округа — села Кабанбай батыра.
Абсолютная высота — 358 метров над уровнем моря.
Ближайшие населённые пункты: село Кабанбай батыра — на юге, село Преображенка — на западе, город Косшы — на севере.
Близ села проходит автодорога республиканского значения — Р-3 «Астана — Темиртау».
Возле села находится Национальный пантеон Казахстана.

## Население
В 1989 году население села составляло 283 человек (из них казахи — 100%).

В 1999 году население села составляло 239 человек (124 мужчины и 115 женщин). По данным переписи 2009 года, в селе проживал 521 человек (273 мужчины и 248 женщин).
| Численность населения | Численность населения | Численность населения |
| 1989                  | 1999                  | 2009                  |
| --------------------- | --------------------- | --------------------- |
| 283                   | ↘239                  | ↗521                  |